# Frank Gray
Pour les articles homonymes, voir Frank Gray (physicien et chercheur) et Gray.
Frank Gray, né le 27 octobre 1954 à Glasgow (Écosse), est un footballeur écossais, qui évoluait au poste d'arrière gauche à Leeds United et en équipe d'Écosse. 
Gray a marqué un but lors de ses trente-deux sélections avec l'équipe d'Écosse entre 1976 et 1983.

## Carrière
- 1972-1979 :  Leeds United
- 1979-1981 :  Nottingham Forest
- 1981-1985 :  Leeds United
- 1985-1989 :  Sunderland
- 1989-1992 :  Darlington FC

## Palmarès

### En équipe nationale
- 32 sélections et 1 but avec l'équipe d'Écosse entre 1976 et 1983.

### Avec Leeds United
- Vainqueur du Championnat d'Angleterre de football en 1974.

### Avec Nottingham Forest
- Vainqueur de la Ligue des champions de l'UEFA en 1980.
- Vainqueur de la Supercoupe de l'UEFA en 1979.

### Avec Sunderland
- Vainqueur du Championnat d'Angleterre de football D3 en 1988.

### Avec Darlington
- Vainqueur du Championnat d'Angleterre de football D4 en 1991.
- Vainqueur de la  Conference National en 1990.